# 石牌桥站
- 關於广州BRT车站，請見「石牌桥站 (广州BRT)」。
- 關於其他名称相近的车站，請見「石牌站」。

石牌桥站是廣州地鐵3號線上的一座車站，位於中国广东省广州市天河區天河路體育東路口和天河东路口之間的地底。本站於2006年12月30日随3号线首期工程全线開通而启用。

## 车站结构
石牌桥站为明挖两层岛式站台车站，车站的总建筑面积为11630平方米，其中车站主体建筑面积为7670平方米，总长198.05米，宽21.5米，本站以深紅作為主色。

### 车站楼层
石牌桥站共设有两层，地面为出入口，天河路、BRT石牌桥站、太古汇等邻近建筑；地下一层为站厅；地下二层为3号线月台层。
| 地下一层 | 站厅     | 售票機、客服中心、商店、警务室、安检设施 |  |  |
| 地下二层 | 1 站台   | █3号线 海傍方向（下站：体育西路）        |  |  |
|          | 岛式站台 |                                          |  |  |
|          | 2 站台   | █3号线 天河客运站方向（下站：岗顶）      |  |  |

### 站厅

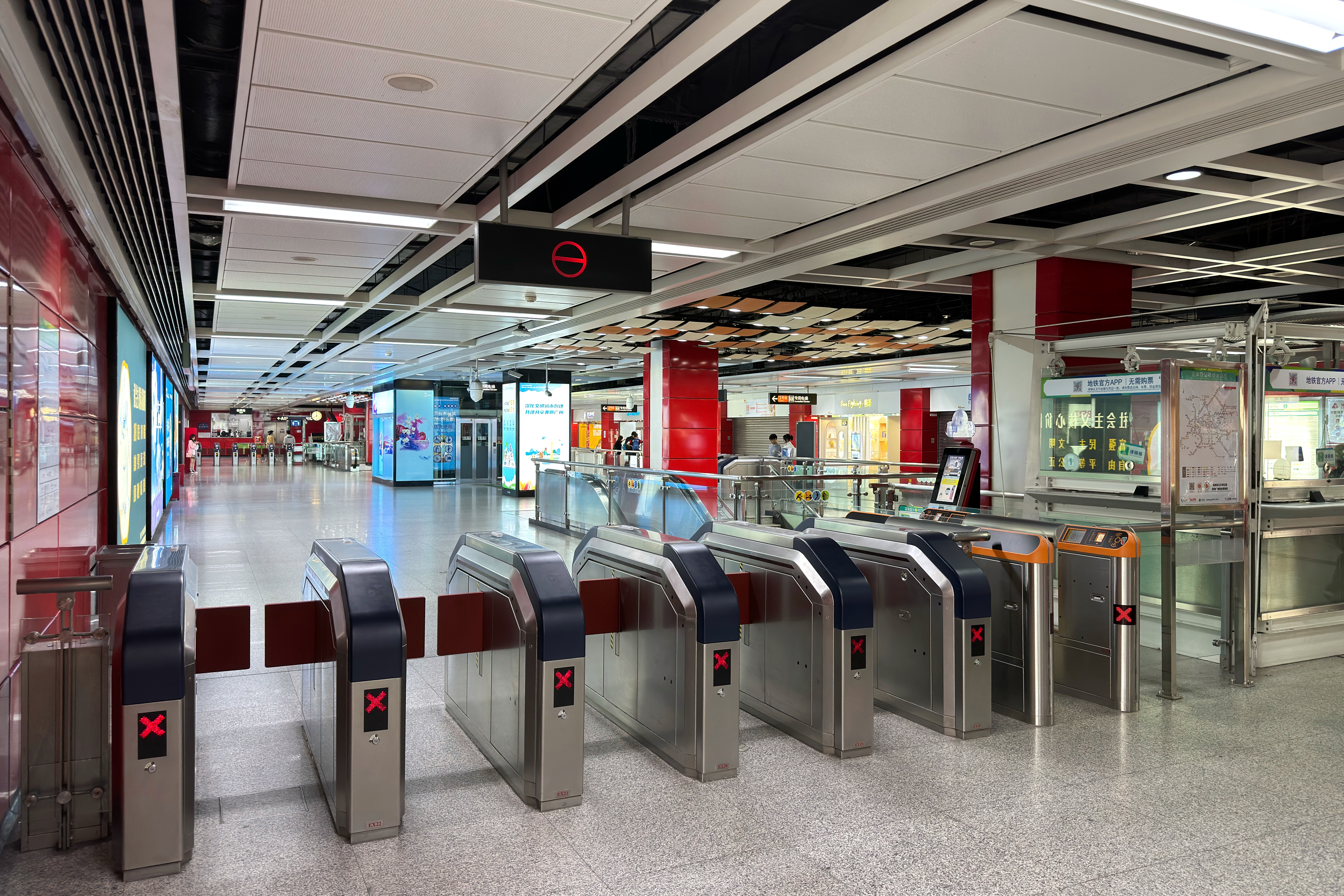
站厅

为方便乘客进出，石牌桥站站厅中南侧被划分为收费区。站厅收费区设有一台专用电梯、三條扶手电梯以及一组楼梯供乘客来往月台。
石牌桥站设有便利店、面包糕饼店、洗衣店以及时装店等商店。此外本站还设有自動售賣機、共享充电宝、自动售卡/充值机等自助设施。

### 月台
石牌桥站设有一个岛式月台，位于天河路、BRT石牌桥站地底。
另外，本站东端设置一条单渡线，當3號綫体育西路站出現故障時，海傍方向的列車將會通過此渡线折返，以本站為臨時總站。

2號月台全景图（天河客运站方向）

### 出入口
石牌桥站目前设有四个出入口。车站启用时开通A、B出入口，2011年D出入口启用。
为方便利用BRT系统转乘地铁的乘客，本站设有一个可直接前往于BRT石牌桥站站台以及太古汇地库的BRT出入口，该口位于站厅的东北侧。另外又在A出入口通道处设置一个可前往万菱汇购物中心地库的出入口。
|                                             |                           |      |          | |
| 編號                                        | 设施                      | 照片 | 出口指示 | 建議前往的目的地 |
| A                                           | 扶手电梯标志              |      | 天河路   | 体育东路、广州供电局、万菱汇万菱国际中心、广州市南粤公证处、天河公交场总站、石牌桥夜班公交站                                                                 |
| B                                           | 盲道标志 · 轮椅升降台标志 |      | 天河路   | 天河东路、天河南二路、海欣街、東莞銀行（广州分行）、中华人民共和国广州海关缉私局、颐高数码广场、浦发银行（天河支行）、广州市天河区国家税务局、天河南公交车站 |
| D                                           | 盲道标志 · 扶手电梯标志   |      | 天河路   | 体育东路、天河体育中心、广东省外经贸大厦、太古汇、石牌桥夜班公交站                                                                                           |
| BRT                                         |                           |      | 天河路   | 太古汇、BRT石牌桥站 |
| 註： 設有 \| 設有輪椅升降台 \| 設有扶手電梯 |                           |      |          | |

## 接驳交通
石牌桥站附近有BRT石牌桥站、石牌桥公交车站（仅限夜班公交）、天河公交场以及宏发大厦的居民服务巴士（楼巴），因此亦吸引不少乘客使用本站轉乘地鐵、巴士以及居民服务巴士。
另外，本站距离1号线的体育中心站不足400米，惟兩者並非1、3號線的正式換乘站。若在兩站之間換乘，則需要出站，同時會被當作兩段車程處理。乘客可在本站D出口出站步行前往體育中心站A或D出口。
| 编号 | 编号   | 线路                   | 线路                  | 线路                     | 收费                  | 备注                  |
| ---- | ------ | ---------------------- | --------------------- | ------------------------ | --------------------- | --------------------- |
|      | B1     | 体育中心               | ⇆                     | 鹿鸣山                   | 2元                   |                       |
|      | B1快线 | 已于2025年4月26日停办  | 已于2025年4月26日停办 | 已于2025年4月26日停办    | 已于2025年4月26日停办 | 已于2025年4月26日停办 |
|      | B2     | 广州火车站（草暖公园） | ⇆                     | 东圃                     | 2元                   |                       |
|      | B2A    | 广州火车站（草暖公园） | ⇆                     | 汇彩路                   | 2元                   |                       |
|      | B3     | 罗冲围                 | ⇆                     | 汇彩路北                 | 2元                   |                       |
|      | B4     | 广仁路                 | ⇆                     | 天河智慧城核心区（高唐） | 2元                   |                       |
|      | B4A    | 华景新城               | ⇆                     | 科学城（揽月路）         | 2元                   |                       |
|      | B4B    | 体育中心               | ⇆                     | 沐陂村                   | 2元                   |                       |
|      | B4快线 | 已于2025年4月26日停办  | 已于2025年4月26日停办 | 已于2025年4月26日停办    | 已于2025年4月26日停办 | 已于2025年4月26日停办 |
|      | B5     | 宝岗大道               | ⇆                     | 黄埔港                   | 2元                   |                       |
|      | B6     | 同和路（藍山花園）     | ⇆                     | 匯彩路                   | 2元                   |                       |
|      | B9     | 珠江南景园             | ⇆                     | 华景新城                 | 2元                   |                       |
|      | B10    | 体育中心               | ⇆                     | 地铁天河智慧城站         | 2元                   |                       |
|      | B12    | 天源路（华南植物园）   | ⇆                     | 车陂                     | 2元                   |                       |
|      | B13    | 已于2025年4月26日停办  | 已于2025年4月26日停办 | 已于2025年4月26日停办    | 已于2025年4月26日停办 | 已于2025年4月26日停办 |
|      | B14    | 体育中心               | ←                     | 棠德花苑                 | 2元                   | 仅限工作日发班        |
|      | B21    | 革新路                 | ⇆                     | 棠德花苑                 | 2元                   |                       |
|      | B25    | 体育中心               | ⇆                     | 大学城（中部枢纽）       | 2元                   |                       |
|      | B27    | 已于2025年4月26日停办  | 已于2025年4月26日停办 | 已于2025年4月26日停办    | 已于2025年4月26日停办 | 已于2025年4月26日停办 |

| 编号 | 编号 | 线路                   | 线路 | 线路                     | 收费 | 备注                                                                             |
| ---- | ---- | ---------------------- | ---- | ------------------------ | ---- | -------------------------------------------------------------------------------- |
|      | 夜9  | 车陂                   | ⇆    | 黄石路                   | 4元  |                                                                                  |
|      | 夜17 | 珠村                   | ⇆    | 广州火车东站             | 3元  | B20路附属线路                                                                    |
|      | 夜19 | 罗冲围                 | ⇆    | 汇彩路北                 | 4元  | B3路附属线路                                                                     |
|      | 夜23 | 宝岗大道               | ⇆    | 汇景北路                 | 3元  | 263路附属线路                                                                    |
|      | 夜25 | 广州火车站（草暖公园） | ⇆    | 东圃                     | 3元  | B2路附属线路                                                                     |
|      | 夜35 | 黃鶴路（市殘運中心）   | ⇆    | 員村一橫路               | 4元  |                                                                                  |
|      | 夜38 | 广卫路                 | ⇆    | 天河智慧城核心区（高唐） | 4元  | B4路附属线路                                                                     |
|      | 夜41 | 广州火车站（草暖公园） | ⇆    | 保税区（酒博城）         | 4元  | B28路附属线路                                                                    |
|      | 夜46 | 奥林匹克体育中心       | ⇆    | 石化路                   | 4元  |                                                                                  |
|      | 夜47 | 广医附属中医院         | ⇆    | 同和                     | 4元  | B6路附属线路                                                                     |
|      | 夜48 | 大学城体育中心         | ⇆    | 体育中心                 | 4元  | B25路附属线路，使用大学城专线1、大学城专线4的配车运营 15–30分/班，寒暑假期间停运 |
|      | 夜51 | 车陂                   | ⇆    | 萝岗香雪（梅花世界）     | 4元  | 574路附属线路                                                                    |
|      | 夜52 | 地铁香雪站             | →    | 永和贤江公交总站         | 3元  | 506路附属线路                                                                    |
|      | 夜68 | 天河公交场             | ⇆    | 广汕路（科景路口）       | 4元  |                                                                                  |
|      | 夜70 | 天河客運站             | ⇆    | 北山村（新滘东路）       | 4元  | 252路附属线路                                                                    |

| 编号 | 编号                                  | 线路               | 线路 | 线路                   | 收费  | 备注       |
| ---- | ------------------------------------- | ------------------ | ---- | ---------------------- | ----- | ---------- |
|      | 39                                    | 天河公交场         | ⇆    | 龙洞（广东金融学院）   | 2元   |            |
|      | 136                                   | 天河公交场         | ⇆    | 南湖（大河马水上世界） | 2元   |            |
|      | 311                                   | 南浦島（锦绣半岛） | ⇆    | 天河公交场             | 3元   |            |
|      | 506                                   | 科韵路             | ⇆    | 永和（万科里享家）     | 3元   |            |
|      | 夜68                                  | 天河公交场         | ⇆    | 广汕路（科景路口）     | 4元   |            |
|      | 高峰快线42                            | 广州雅居乐         | ⇆    | 天河公交场             | 3–4元 |            |
|      | 南沙K1中国（广东）自由贸易区 南沙快线 | 蕉门公交总站       | 直 ⇆ | 天河公交场             | 17元  | 15–60分/班 |

## 利用状况
石牌桥站邻近天河商业中心区，有众多商业写字楼和购物中心，亦有不少乘客在本站和BRT之間轉乘。因此每日有不少乘客進出該站，工作日早晚高峰期本站更是人流如織，較為擁擠。

## 歷史
1987年，當時的廣州市地下鐵道路網初步規劃的方案1當中，1號線體育中心站在天河東路天河路口設置，即現時石牌橋站的東側。後來體育中心站跟隨1號線走線西移至體育東路天河路口設置。
到了1997年的《廣州市城市快速軌道交通線網規劃研究（最終報告）》，當時行走天河東路的6號線亦有在天河路口設站。後來在《2000年近期線網規劃實施調整方案》中，97年的6號線走線西移至體育西路，成為現時的3號線。同時因應石牌地區發展，3號線增設了一條支線行走天河路，在天河東路口西側設有車站，位置已與現時相當。後來車站根據所在地區正式被定名為石牌橋站，並於2006年12月30日正式啟用。

## 未来发展
根據廣州市新一輪軌道交通（2015-2025）建設規劃方案，未來3號線支線段（天河客運站—體育西路）將拆離3號線，並向西南延伸形成10號線獨立運營。未来待10号线拆解段通车后，本站將會改為10號線的一個車站，不再屬於3號線。